# California Straight Ahead!
California Straight Ahead! è un film del 1937 diretto da Arthur Lubin.
È un film d'azione statunitense con John Wayne, Louise Latimer e Robert McWade.

## Produzione
Il film, diretto da Arthur Lubin su una sceneggiatura di Scott Darling con il soggetto di Herman Boxer (autore della storia originale intitolata Short Haul), fu prodotto da Trem Carr e Paul Malvern per la Universal Pictures e girato a Santa Clarita e a Newhall in California.

## Distribuzione
Il film fu distribuito dal 16 aprile 1937 al cinema dalla Universal Pictures (accreditata come The New Universal).
Alcune delle uscite internazionali sono state:
- nel Regno Unito il 17 gennaio 1938
- in Francia il 9 febbraio 1938 (Californie... en avant!)
- negli Stati Uniti il 15 marzo 1949 (riedizione)
- in Grecia (O dromos pros tin Kalifornia)
- in Brasile (Pequeno Inferno)

## Promozione
La tagline è: "ALL'S FAIR IN LOVE AND WAR...AND THIS WAS BOTH!".